# 10990 Okunev
10990 Okunev è un asteroide della fascia principale. Scoperto nel 1973, presenta un'orbita caratterizzata da un semiasse maggiore pari a 2,2142247 UA e da un'eccentricità di 0,1984087, inclinata di 6,19298° rispetto all'eclittica.